# Keith Caputo
Pour les articles homonymes, voir Caputo.
 (novembre 2024).
Le contenu est difficilement compréhensible vu les erreurs de traduction, qui sont peut-être dues à l'utilisation d'un logiciel de traduction automatique.
Keith Caputo, alias Mina Caputo entre 2011 et 2024, né  le 4 décembre 1973, est un chanteur américain surtout connu comme figure principale et membre fondateur du groupe de métal alternatif new-yorkais Life of Agony. 

## Carrière
Keith Caputo a lancé Life of Agony en 1989 avec le guitariste Joey Z. et le bassiste Alan Robert. Ils ont ensuite été rejoints par le batteur Sal Abruscato. Après avoir signé avec Roadrunner Records, ils ont fait leurs débuts avec l'album River Runs Red en 1993. Peu de temps après la sortie d'un troisième album en 1997, Keith Caputo a affirmé que son cœur n'était plus dans le type de musique qu'ils interprétaient et a quitté le groupe. Il a alors formé Absolute Bloom, qui s'est séparé à son tour en juillet 1998.
Caputo a également été invité sur le morceau Free Speech (Will Cost You), qui paraît sur l'album Memory Rendered Visible du groupe Both Worlds.
Keith Caputo a également beaucoup travaillé sur une carrière solo dans les années 1990 et a sorti deux albums. Plus tard, il a aidé à reformer le groupe brésilien Freax, qui s'était séparé plus de dix ans auparavant.
Les membres originaux de Life of Agony se sont réunis pour deux spectacles à guichets fermés au Irving Plaza de New York les 3 et 4 janvier 2003. La réunion a donné lieu à plusieurs autres spectacles et apparitions dans des festivals européens, ainsi qu'à l'enregistrement de Broken Valley (2005), le premier nouveau morceau du groupe depuis 1997.
En 2003, Caputo a formé un groupe composé des musiciens new-yorkais Mike Shaw (basse) et Dan Platt (guitares), ainsi que des musiciens néerlandais Jochem Van Rooijen (batterie) et Jack Pisters (guitares principales) qui ont tourné et enregistré ce qui est devenu l'album Live Monstres (2004).
En 2005, Caputo a chanté la chanson Tired N' Lonely sur l'album Roadrunner United : The All-Star Sessions.
Le 1er mai 2006, Caputo a sorti son troisième album solo Hearts Blood on Your Dawn qui n'a été vendu que lors de ses concerts, par correspondance via son site Web et sur l'iTunes Store.
En 2007, Caputo enregistre son quatrième album solo, A Fondness for Hometown Scars, sur lequel Flea, bassiste des Red Hot Chili Peppers, fait une apparition à la trompette, entre autres. En 2008, il part en tournée pour soutenir cette sortie, avec les musiciens néerlandais Ryan Oldcastle (guitares), Axel van Oort (basse) et Jochem van Rooijen (batterie). L'album a été produit par Martyn LeNoble et est diffusé en Europe par le label néerlandais Suburban Records en avril 2008.
Caputo a participé en tant que chanteur invité au morceau What Have You Done du groupe de métal symphonique néerlandais Within Temptation. What Have You Done est le premier single (et le deuxième morceau) de leur album de 2007 The Heart of Everything .
En 2011 Caputo forme un projet parallèle avec Ryan Oldcastle et Michael Shaw appelé The Neptune Darlings, et a sorti un album le 15 septembre 2011 intitulé Chestnuts & Fireflies. Le style de cet album a été qualifié de « geek rock » par le magazine The Advocate.
En 2014, Life of Agony s'est reformé avec Caputo à la voix. Ils ont sorti les albums A Place Where There Is No More Pain en 2017 et The Sound of Scars en 2019, avec Veronica Bellino en remplacement du batteur de longue date Sal Abruscato.

## Vie privée
En juillet 2011, Caputo a fait son coming out transgenre,,. Pendant un certain temps, son nom légal était Keith Mina Caputo,. « Quand j'étais Keith, je ne me serais certainement pas permis d'être aussi fleurie ou aussi vulnérable que je le suis maintenant », a déclaré Caputo dans une interview de 2016 publiée sur le site Web noecho.net. « Je suis une putain de sissy, faites avec ! [rires] Je n'ai plus cette masculinité ou cette virilité à protéger. C'est une transformation dont j'ai rêvé toute ma vie ». En novembre 2024, Caputo annonce détransitionner et se faire enlever les prothèses mammaires en 2025. Il affirme avoir guéri de sa dysphorie de genre.

## Discographie

### Avec Life of Agony

#### Albums
- River Runs Red (1993)
- Ugly (1995)
- Soul Searching Dun (1997)
- 1989-1999 (1999)
- Unplugged at the Lowlands Festival '97 (2000)
- The Best of Life of Agony (2003)
- River Runs Again: Live (CD / DVD) (2003) (Live)
- Broken Valley (2005)
- A Place Where There Is No More Pain (2017)
- The Sound of Scars (en) (2019)

### Avec Absolute Bloom

#### Album
- Démo (1998)

### En tant qu'artiste solo

#### Albums
- Died Laughing (1999/2000)
- Died Laughing Pure (2000) (versions acoustiques)
- Perfect Little Monster (2003)
- Live Monsters (2004) (Performances en direct)
- Heart's Blood On Your Dawn (2006)
- A Fondness For Hometown Scars (2008)
- Dass-Berdache / Essential Rarities and Demo Cuts (2008)
- Cheat (EP) (2009)
- As Much Truth as One Can Bear (2013)
- Love Hard  (2016)
- The Mones (2020)

#### Singles
- Selfish (1999)
- New York City (2000)
- Why (2001)

### Avec Freax

#### Albums
- Freax (2002)

### Avec Les Neptune Darlings
- Album Chestnuts & Fireflies (2011)

### Apparitions en tant qu'invité-e
- Free Speech (Will Cost You) (avec Both Worlds) (1998)
- Red Ball in Blue Sky (avec Edenbridge ) (2003)
- Tired 'n Lonely (avec Roadrunner United ) (voix et piano) (2005)
- What Have You Done et Blue Eyes (avec Within Temptation) (2007)
- Voix supplémentaires sur le premier album de A Pale Horse Named Death et And Hell Will Follow Me, un projet de Sal Abruscato, membre de LoA
- IDA (avec Gator Bait Ten) (voix) (2014), un projet de Science Slam Sonic Explorers